# Amorphis
Amorphis – fińska grupa muzyczna wykonująca początkowo death doom, obecnie zaś prezentuje muzykę z gatunku melodic death metal. Powstała w 1990 roku w Helsinkach z inicjatywy perkusisty Jana Rechbergera oraz gitarzystów Tomi’ego Koivusaaria i Esy Holopainena.
W 2005 roku z zespołu odszedł wieloletni wokalista Pasi Koskinen, którego zastąpił Tomi Joutsen. Nowy wokalista nie miał wpływu na muzykę na kolejnej płycie. Ta została skomponowana przed jego przybyciem. Do 2023 roku grupa wydała czternaście albumów studyjnych pozytywnie ocenianych zarówno przez fanów, jak i krytyków muzycznych. Zespół Amorphis wystąpił czterokrotnie w Polsce.
Nazwa zespołu Amorphis pochodzi od słowa z języka angielskiego Amorphous, które oznacza bezpostaciowy lub amorficzny. W swej twórczości grupa nawiązuje do takich zagadnień jak śmierć, wojna, lokalnych legend oraz fińskiego poematu epickiego Kalevali.

## Historia

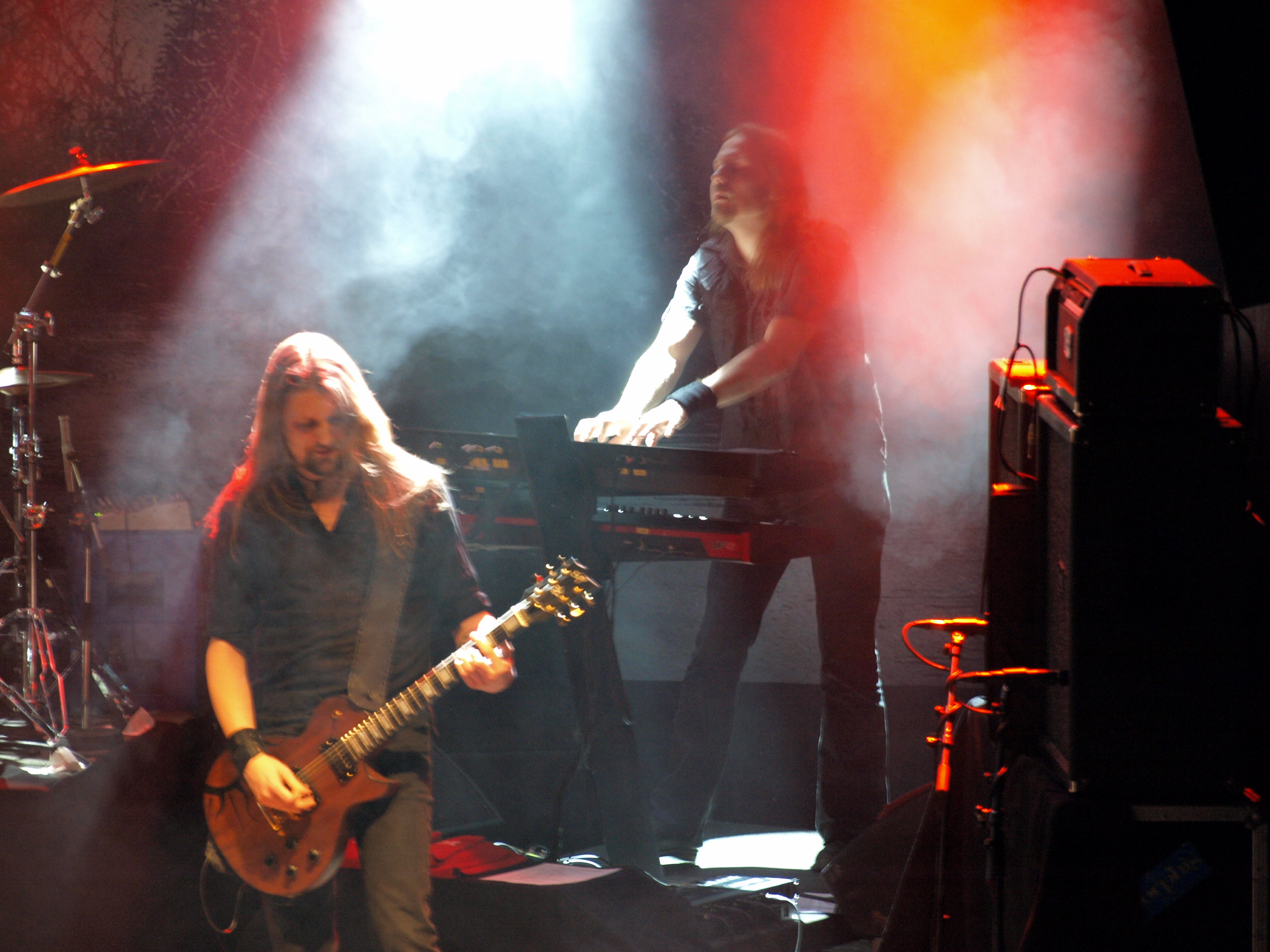
Esa Holopainen i Santeri Kallio podczas koncertu 5 marca 2008

Grupa powstała w 1990 roku z inicjatywy perkusisty Jana Rechbergera oraz gitarzystów Tomi’ego Koivusaaria i Esy Holopainena. Wkrótce potem do zespołu dołączył basista Olli-Pekka „Oppu” Laine. 4 stycznia 1991 roku ukazało się pierwsze wydawnictwo zespołu – demo pt. Disment of Soul. W czerwcu 1992 roku ukazał się singel pt. Amorphis promujący debiutancki album grupy pt. The Karelian Isthmus, który ukazał się 1 listopada. Również w 1992 roku do zespołu dołączył klawiszowiec Kasper Martenson.
5 grudnia 1993 nakładem Relapse Records roku ukazał się pierwszy minialbum grupy pt. Privilege of Evil. W 1994 roku do zespołu dołączył wokalista Ville Tuomi, odszedł natomiast klawiszowiec Martenson. 1 września tego samego roku nakładem Spinefarm Records ukazał się drugi album grupy pt. Tales from the Thousand Lakes. Wkrótce potem Tuomi odszedł z Amorphis. W 1995 roku nakładem Morbid Noizz Productions ukazał się split album Black Winter Day / Fear z grupą Gorefest. 31 stycznia samego roku nakładem Relapse Records ukazał się również minialbum pt. Black Winter Day. Wkrótce potem do zespołu dołączył wokalista Pasi Koskinen. Tego samego roku z zespołu odszedł współzałożyciel zespołu, perkusista Jan Rechberger, którego zastąpił Pekka Kasari.
14 maja 1996 roku ukazał się trzeci album grupy pt. Elegy. Tego samego roku do zespołu dołączył klawiszowiec Kim Rantala, którego zastąpił Santeri Kallio. 27 maja 1997 roku ukazał się drugi minialbum pt. My Kantele. 6 lutego 1999 roku nakładem Spinefarm i Relapse Records ukazał się singel Divinity promujący czwarty album pt. Tuonela. Wydawnictwo ukazało się 29 marca nakładem Relapse Records. 10 maja 2000 roku ukazała się kompilacja nagrań grupy pt. Story: 10th Anniversary. Wydawnictwo ukazało się z okazji dziesięciolecia działalności artystycznej zespołu. Esa Holopainen skomentował rocznicę w następujący sposób:

Dopiero niedawno zacząłem zdawać sobie sprawę z tego, jak wiele czasu minęło. Tym bardziej, że wiele jest w historii muzyki grup, które przepadają po wydaniu dwóch lub trzech płyt. Nam jakoś udało się przetrwać te wszystkie lata.

Tego samego roku z zespołu odszedł basista Olli-Pekka „Oppu” Laine, którego zastąpił Niclas Etelävuori. 1 lutego 2001 roku ukazał się singel Alone promujący piąty album Am Universum, który ukazał się 3 kwietnia. Wydawnictwo powstało we współpracy z producentem muzycznym Simonem Efemy, który pracował dotychczas m.in. z grupami Paradise Lost i Pantera. W 2002 roku grupę opuścił Pekka Kasari, zastąpił go występujący poprzednio w zespole jej współzałożyciel Jan Rechberger. W kwietniu 2003 roku ukazały się singel Day of Your Beliefs, a następnie 26 maja Evil Inside. Utwory promowały szósty album pt. Far from the Sun, który ukazał się również 26 maja nakładem Virgin Records i EMI. Wydawnictwo zostało nagrane w helsińskich studiach Finnvox, zmiksowana przez Hilli’ego Hillesmaę, który współpracował z takimi wykonacwami jak HIM, Sentenced czy Moonspell. Wkrótce potem teledyk do utworu „Evil Inside” został nominowany do nagrody fińskiego MTV w kategorii „Najlepsze fińskie video muzyczne”. 17 czerwca tego samego roku ukazała się druga kompilacja nagrań grupy Chapters. 9 listopada 2004 roku nakładem Relapse Records ukazał się 4 way split Relapse Singles Series Vol. 4 Amorphis wraz z grupami Goreaphobia, Phobia i Exit-13.

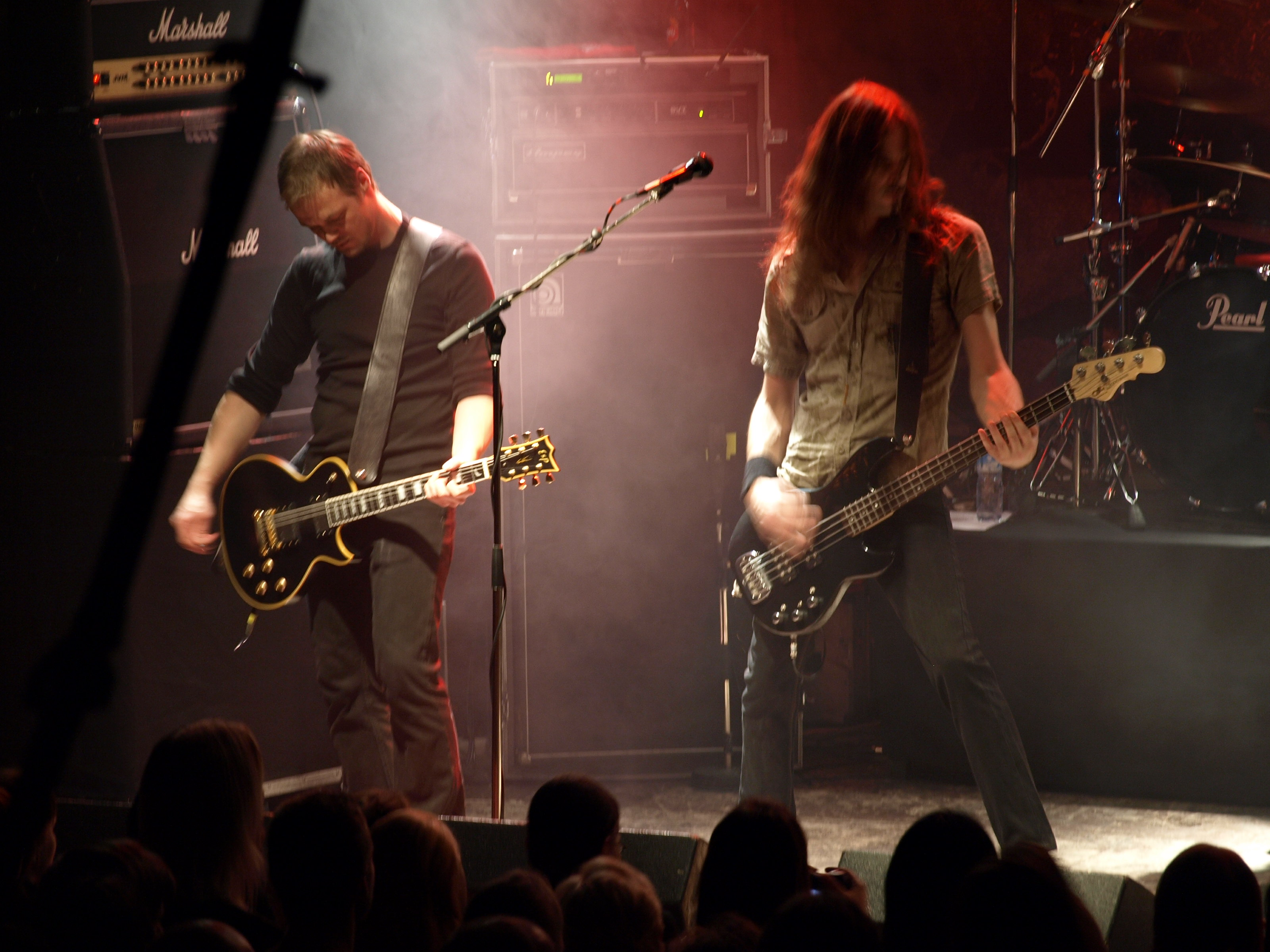
Tomi Koivusaari i Niclas Etelävuori podczas koncertu 5 marca 2008

W 2005 roku z grupy odszedł jej wieloletni wokalista Pasi Koskinen, który dołączył do grupy Mannhai. Ostatni koncert z wokalistą w składzie odbył się 21 września 2004 roku, w ramach fińskiego festiwalu Kontu Rock. Zastąpił go Tomi Joutsen z zespołu Nevergreen. Oświadczenie zespołu odnośnie do nowego wokalisty Joutsena:

Tomi Joutsen wniósł w nasze szeregi tak wiele energii. Scaliła nas też ostatnia marcowa trasa po USA. Jesteśmy bardzo szczęśliwi z tego, jak ludzie przywitali Tomi’ego w roli nowego wokalisty Amorphis. Przed trasą trochę się denerwował, ale reakcje i wsparcie, które otrzymaliśmy pomogły mu w wykreowaniu brzmienia Amorphis, jakiego wcześniej nie znaliście.

4 stycznia 2006 roku ukazał się singel House of Sleep promujący album pt. Eclipse. Wydawnictwo ukazało się 15 lutego nakładem Nuclear Blast Records. Tego samego roku grupa wystąpiła na festiwalu Hunter Fest w Szczytnie.
7 czerwca ukazał się pierwszy singel pt. The Smoke, promujący nowy album. 27 czerwca 2007 roku ukazał się singel Silent Waters promujący album pt. Silent Waters, który ukazał się 29 października. Wydawnictwo zostało zarejestrowane w studiu Sonic Pump. Album został zmiksowany przez Mikko Karmila, który znany jest ze współpracy m.in. z grupami Nightwish i Stratovarius. 22 kwietnia 2009 roku ukazał się singel Silver Bride promujący dziewiąty album pt. Skyforger. Wydawnictwo ukazało się 29 maja, nagrania odbyły się w studiu Sonic Pump. W ramach promocji albumu został zrealizowany teledysk do utworu „Silver Bride” w reżyserii Owe Lingvalla. 27 października grupa wystąpiła w krakowskim klubie Loch Ness.

## Muzycy

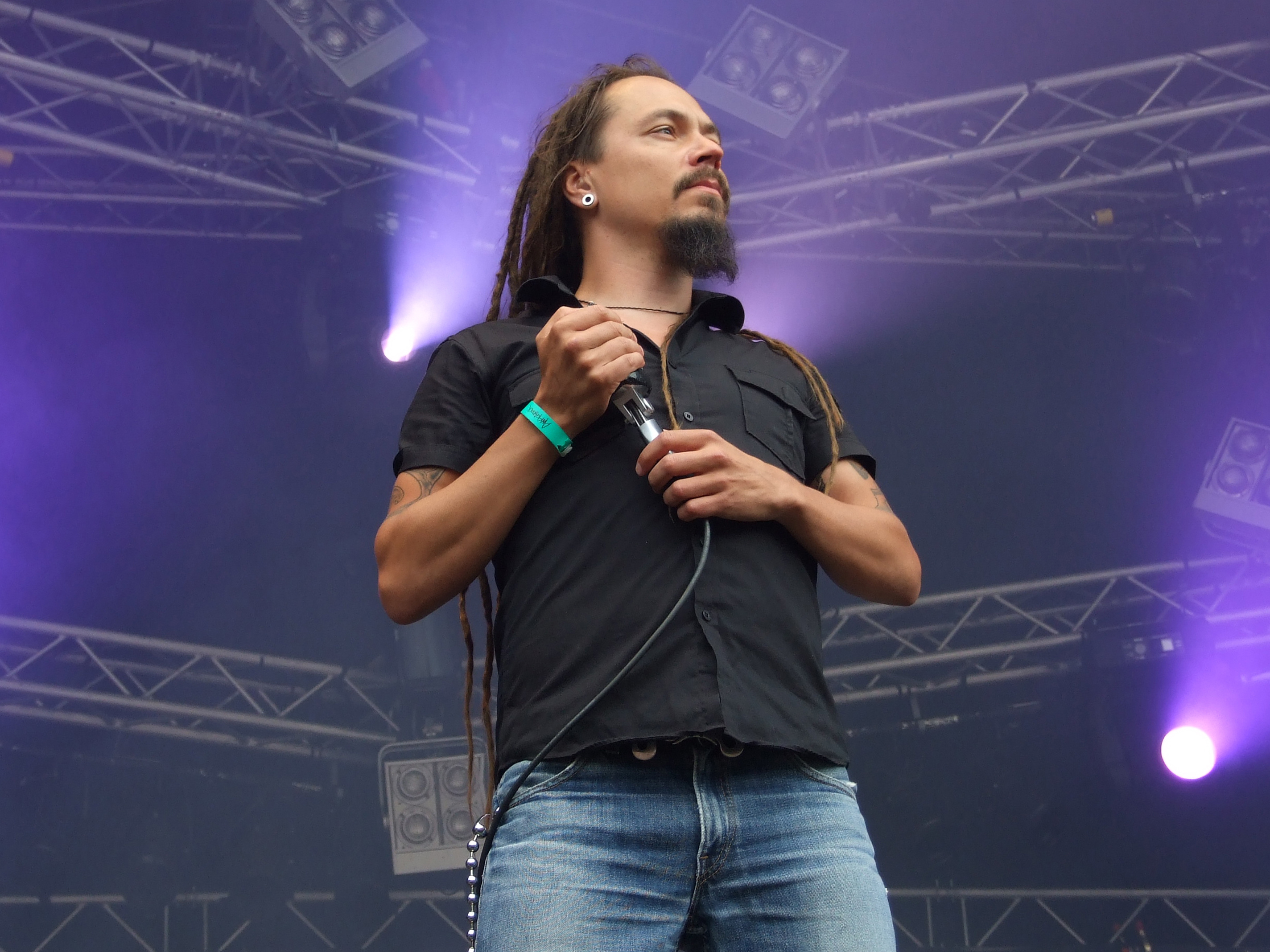
Tomi Joutsen podczas koncertu 2 sierpnia 2008

### Obecny skład zespołu
- Tomi Joutsen – śpiew (od 2005)
- Esa Holopainen – gitara elektryczna (od 1990)
- Tomi Koivusaari – gitara elektryczna, śpiew (od 1990)
- Olli-Pekka „Oppu” Laine – gitara basowa (1990–2000, od 2017)
- Santeri Kallio – instrumenty klawiszowe (od 1999)
- Jan Rechberger – perkusja (1990–1995, od 2002)

### Byli członkowie zespołu
- Pasi Koskinen – śpiew (1995–2004)
- Ville Tuomi – śpiew (1994)
- Kim Rantala – instrumenty klawiszowe (1996–1998)
- Kasper Martenson – instrumenty klawiszowe (1992–1994)
- Pekka Kasari – perkusja (1996–2002)
- Niclas Etelävuori – gitara basowa (2000–2017)

## Dyskografia

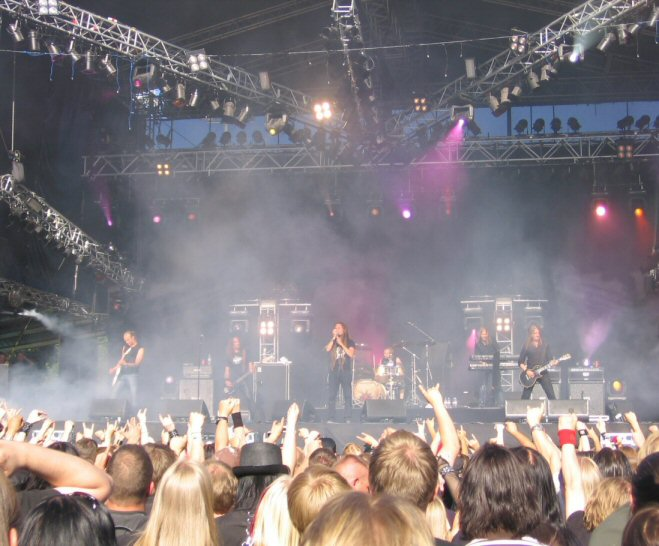
Amorphis podczas koncertu na festiwalu Tuska w 2006

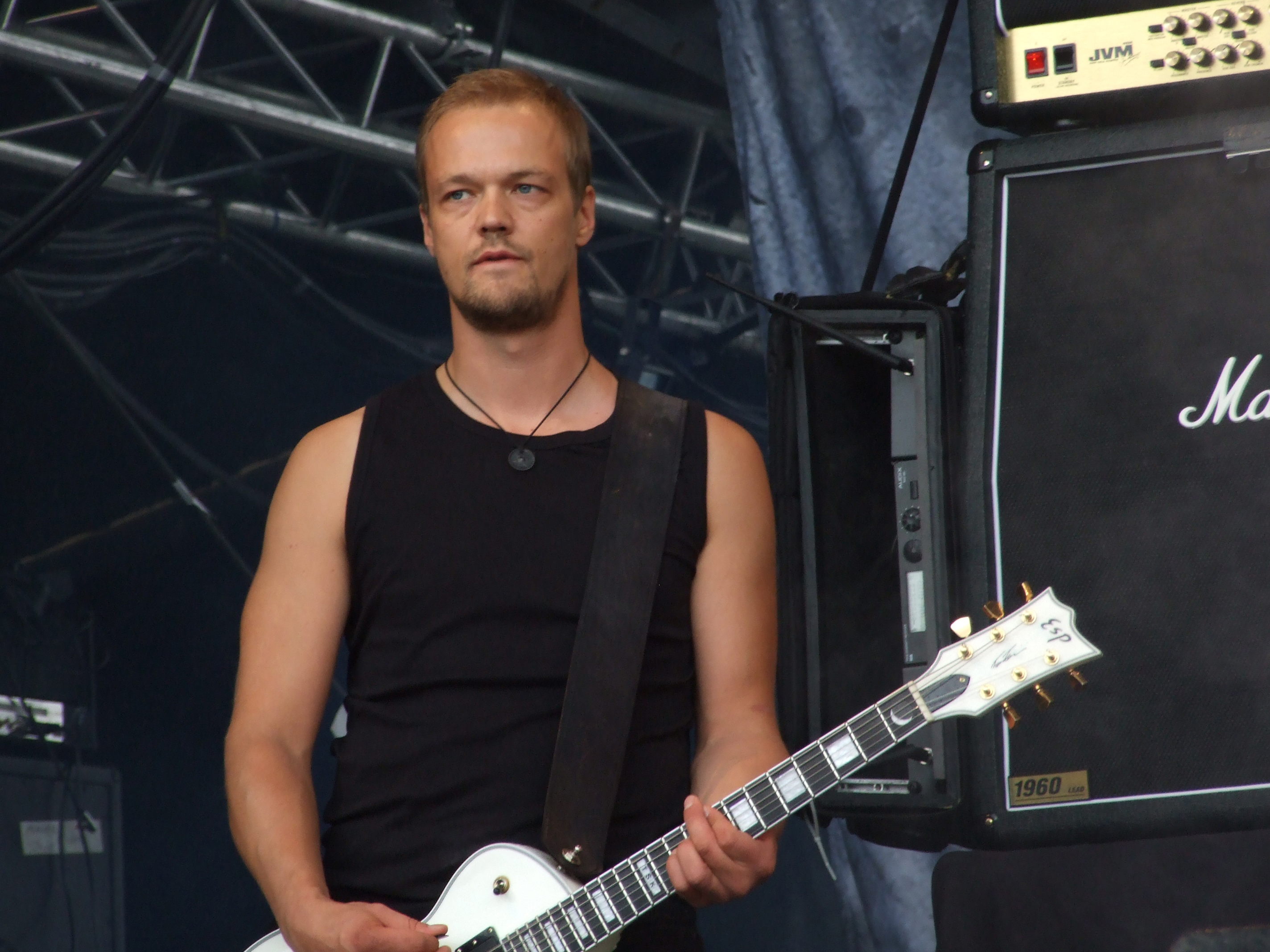
Tomi Koivusaari podczas koncertu 2 sierpnia 2008

### Albumy studyjne
| Rok                            | Tytuł                                                                          | Pozycja na liście | Pozycja na liście | Pozycja na liście | Pozycja na liście | Pozycja na liście | Pozycja na liście | Certyfikat         |
| Rok                            | Tytuł                                                                          | FIN               | DEU               | AUT               | CHE               | JPN               | SWE               | Certyfikat         |
| ------------------------------ | ------------------------------------------------------------------------------ | ----------------- | ----------------- | ----------------- | ----------------- | ----------------- | ----------------- | ------------------ |
| 1992                           | The Karelian Isthmus - Data: 10 listopada 1992 - Wydawca: Relapse Records      | –                 | –                 | –                 | –                 | –                 | –                 |                    |
| 1993                           | Privilege of Evil (EP) - Data: 5 grudnia 1993 - Wydawca: Spinefarm Records     | –                 | –                 | –                 | –                 | –                 | –                 |                    |
| 1994                           | Tales from the Thousand Lakes - Data: 12 lipca 1994 - Wydawca: Relapse Records | –                 | –                 | –                 | –                 | –                 | –                 |                    |
| 1995                           | Black Winter Day (EP) - Data: 31 stycznia 1995 - Wydawca: Relapse Records      | –                 | –                 | –                 | –                 | –                 | –                 |                    |
| 1996                           | Elegy - Data: 14 maja 1996 - Wydawca: Relapse Records                          | 8                 | 67                | –                 | –                 | 78                | –                 |                    |
| 1997                           | My Kantele (EP) - Data: 27 maja 1997 - Wydawca: Relapse Records                | –                 | –                 | –                 | –                 | –                 | –                 |                    |
| 1999                           | Tuonela - Data: 29 marca 1999 - Wydawca: Relapse Records                       | 8                 | 46                | –                 | –                 | –                 | –                 |                    |
| 2001                           | Am Universum - Data: 3 kwietnia 2001 - Wydawca: Relapse Records                | 4                 | 75                | –                 | –                 | –                 | –                 |                    |
| 2003                           | Far from the Sun - Data: 26 maja 2003 - Wydawca: Virgin, EMI                   | 7                 | –                 | –                 | –                 | –                 | –                 |                    |
| 2006                           | Eclipse - Data: 15 lutego 2006 - Wydawca: Nuclear Blast Records                | 1                 | 56                | 69                | –                 | 160               | –                 | - FIN: złota płyta |
| 2007                           | Silent Waters - Data: 29 sierpnia 2007 - Wydawca: Nuclear Blast Records        | 3                 | 44                | 49                | 52                | 74                | –                 | - FIN: złota płyta |
| 2009                           | Skyforger - Data: 27 maja 2009 - Wydawca: Nuclear Blast Records                | 1                 | 55                | 74                | 48                | 65                | –                 | - FIN: złota płyta |
| 2011                           | The Beginning of Times - Data: 1 czerwca 2011 - Wydawca: Nuclear Blast Records | 1                 | 16                | 41                | 32                | 37                | –                 |                    |
| 2013                           | Circle - Data: 19 kwietnia 2013 - Wydawca: Nuclear Blast Records               | 1                 | 13                | 24                | 57                | 39                | 33                |                    |
| 2015                           | Under the Red Cloud - Data: 4 września 2015 - Wydawca: Nuclear Blast Records   | 2                 | 10                | 20                | 11                | 38                | –                 |                    |
| 2018                           | Queen of time - Data: 18 maja 2018                                             | 1                 | 4                 | 11                | 3                 |                   | 45                |                    |
| 2022                           | Halo - Data: 11 lutego 2022 - Wydawca: Atomic Fire                             | 1                 | 3                 | 7                 | 4                 |                   | 41                |                    |
| „–” pozycja nie była notowana. |                                                                                |                   |                   |                   |                   |                   |                   |                    |

### Kompilacje
| 2000                           | Story: 10th Anniversary - Data: 10 maja 2000 - Wydawca: Spinefarm Records, Relapse Records            | – | –   |
| 2003                           | Chapters - Data: 17 czerwca 2003 - Wydawca: Relapse Records                                           | – | –   |
| 2010                           | Magic & Mayhem – Tales From The Early Years - Data: 17 września 2010 - Wydawca: Nuclear Blast Records | 8 | 160 |
| „–” pozycja nie była notowana. | |   |     |

### Single
| 1992                           | Amorphis            | 1  |
| 1999                           | Divinity            | 3  |
| 2001                           | Alone               | –  |
| 2003                           | Day of Your Beliefs | 3  |
| 2003                           | Evil Inside         | 20 |
| 2006                           | House Of Sleep      | 1  |
| 2006                           | The Smoke           | 20 |
| 2007                           | Silent Waters       | 2  |
| 2009                           | Silver Bride        | 1  |
| „–” pozycja nie była notowana. |                     |    |

### Inne
| Rok  | Tytuł                                                                                     |
| ---- | ----------------------------------------------------------------------------------------- |
| 1991 | Disment of Soul (demo) - Data: 4 stycznia 1991 - Wydawca: brak (wydanie własne)           |
| 1995 | Black Winter Day / Fear - Data: 1995 - Wydawca: Morbid Noizz Productions                  |
| 2004 | Relapse Singles Series Vol. 4 (split) - Data: 9 listopada 2004 - Wydawca: Relapse Records |

## Wideografia
| Rok  | Tytuł                                                                                  | Pozycja na liście |
| Rok  | Tytuł                                                                                  | FIN               |
| ---- | -------------------------------------------------------------------------------------- | ----------------- |
| 2010 | Forging the Land of Thousand Lakes (DVD) - Data: 7 lipca 2010 - Wydawca: Nuclear Blast | 1                 |

## Teledyski

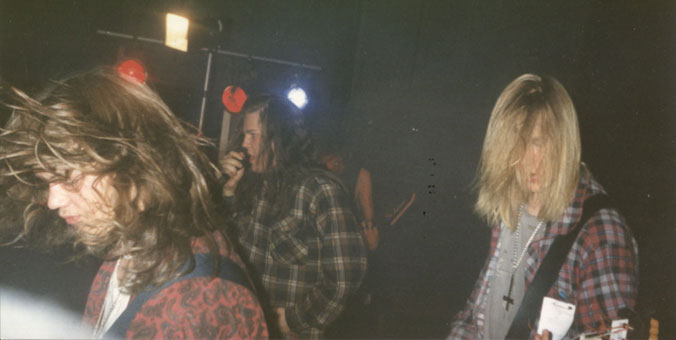
Amorphis podczas koncertu w 1992

| Rok  | Tytuł                         | Reżyseria                    | Album                         |
| ---- | ----------------------------- | ---------------------------- | ----------------------------- |
| 1995 | „Black Winter Day”            | –                            | Tales From The Thousand Lakes |
| 1996 | „Against Widows”              | –                            | Elegy                         |
| 1997 | „My Kantele”                  | –                            | Elegy                         |
| 1999 | „Divinity”                    | –                            | Tuonela                       |
| 2001 | „Alone”                       | –                            | Am Universum                  |
| 2003 | „Evil Inside”                 | Taku Kaskela                 | Far From The Sun              |
| 2006 | „The Smoke”                   | –                            | Eclipse                       |
| 2006 | „House of Sleep”              | Owe Lingvall                 | Eclipse                       |
| 2007 | „Silent Waters”               | –                            | Silent Waters                 |
| 2009 | „Silver Bride”                | Owe Lingvall, Mirka Rantanen | Skyforger                     |
| 2010 | „From The Heaven Of My Heart” | Owe Lingwall                 | Skyforger                     |
| 2011 | „You I Need”                  | Oliver Sommer                | The Beginning Of Times        |
| 2013 | „Hopeless Days”               | Patrick Ullaeus              | Circle                        |
| 2013 | „Nightbird’s Song”            | Denis Goria                  | Circle                        |
| 2013 | „The Wanderer”                | Patric Ullaeus               | Circle                        |

## Nagrody i wyróżnienia
| Rok  | Nagroda    | Kategoria                 | Uwagi     |
| ---- | ---------- | ------------------------- | --------- |
| 2009 | Emma-gaala | Metallialbumi (Skyforger) | Nagroda   |
| 2014 | Emma-gaala | Metallialbumi (Circle)    | Nominacja |